# 교황 자카리아
교황 자카리아(라틴어: Zacharias PP., 이탈리아어: Papa Zaccaria)는 제91대 교황(재위: 741년 12월 3일 - 752년 3월 22일)이다. 로마가 동로마 제국 치하에 있던 시절에 재위한 마지막 교황이다. 교양과 학식을 겸비한 인물로, 로마인들로부터 많은 사랑을 받았다. 동로마 황제에게도 호감을 사고 있었다. 자신의 교황 선출 소식을 동로마 황제에게 보고하여 황제의 승인을 기다린 마지막 교황이었다. 751년 프랑크의 피핀이 메로빙거 왕조의 마지막 국왕 힐데리히 3세를 폐위시키고 카롤링거 왕조를 출범시키자 이를 승인했다. 당시 서로마 교회는 동로마 황제 레오 3세(717~741)가 725년에 내린 성상파괴령으로 인해 갈등중이였고 새로운 후원세력이 필요했기 때문이다.

## 생애
자카리아의 어린 시절에 대해서는 별로 알려진 것이 없으나, 칼라브리아주 산타세베리나에서 태어난 그리스인이며, 폴리크로니오스의 아들이라고 한다. 교황으로 선출되기 전에는 로마 교회의 부제였던 것이 틀림없으며, 732년 로마 시노드의 교령을 발표하였다. 교황 그레고리오 3세와 친밀한 관계였으며, 741년 12월 5일에 그의 뒤를 이어 교황이 되었다.
자카리아는 영리하고 지혜로운 외교관이었다. 랑고바르드족의 스폴레토 공작과 베네벤토 공작이 반란을 일으키면서 교황의 통치를 받는 도시들이 큰 위험에 빠지게 되자, 자카리아는 랑고바르드 왕국의 리우트페란트 왕을 직접 만나 탄원하였다. 리우트페란트는 자카리아에 대한 존중으로 랑고바르드족이 탈취한 모든 영토를 로마 교회에 되돌려 주었으며, 포로들 역시 몸값 역시 무사히 돌려 보냈다.
《교황 연대표》 등 당시 기록에 따르면, 자카리아가 리우트페란트와 그의 후계자인 라트키스에게 개인적으로 큰 영향을 끼쳤다고 전하고 있다. 숱한 위기 속에서도 자카리아는 랑고바르드족 군주들을 상대로 뛰어난 외교술을 펼쳤으며, 그들의 공격으로부터 라벤나 총독부를 지키는데 결정적인 역할을 하였다.
자카리아가 독일의 사도라고도 불리는 성 보니파시오 주교와 주교받은 서신들이 오늘날까지 전해지고 있는데, 이 서신들은 당시 프랑스와 독일에서 교황이 얼만큼 영향력을 행사했는지를 보여주는 귀중한 역사적 자료라고 할 수 있다. 그는 피핀에게 프랑크 왕국 메로빙거 왕조의 마지막 군주인 힐데리히 3세를 폐위시킬 것을 종용하였으며, 752년 소와송에서 그가 프랑크 왕국의 새 군주로 즉위하자 이를 승인하였다. 한편 자카리아는 동로마 제국에 대해서는 콘스탄티누스 5세 황제의 성상 파괴 운동 정책을 질책하였다.
자카리아는 로마가 기독교 도시로 탈바꿈했음을 선전하기 위해 판테온 근처에 있는 옛 미네르바의 신전을 산타 마리아 소프라 미네르바 성당으로 개조하였다. 또한 그는 라테라노 궁전을 복구하고 성 제오르지오의 두개골을 산 조르조 알 벨라브로 성당에 안치하였다. 그리고 베네치아 상인들이 아프리카의 무어인들에게 매매하기 위해 로마에 많은 노예를 이끌고 왔는데, 이를 안타깝게 여긴 자카리아는 베네치아 상인들에게 노예들의 값을 지불하고 그들을 해방시켰다.

## 죽음
자카리아는 752년 3월 22일에 선종하였으며, 시신은 성 베드로 대성전에 안장되었다. 그의 뒤를 이어 스테파노가 선출되었지만, 얼마 안 가 주교로 성성되어 착좌하기도 전에 선종하였다. 따라서 그는 적법한 교황으로 인정되지 않는다. 스테파노가 선종한 후에 동명이인이 후임 교황으로 선출되었는데, 그가 바로 교황 스테파노 2세이다. 자카리아는 훗날 성인으로 시성되었으며, 축일은 3월 15일이다.